# Life Is Peachy
Life Is Peachy (с англ. — «Жизнь Прекрасна») — второй студийный альбом американской ню-метал-группы Korn, выпущенный 15 октября 1996 года на лейблах Epic Records и Immortal Records. После записи дебютного альбома, группа вновь попросила Росса Робинсона стать их продюсером и вернуться в студию Indigo Runch чтобы записать новый альбом. В альбом Life Is Peachy вошло 14 композиций, включая скрытый трек, который содержится в песне «Kill You». С альбома было выпущено три сингла: «No Place to Hide», «A.D.I.D.A.S.» и «Good God». Все три сингла попали в британский чарт UK Singles Chart. Альбом посвящён таким темам, как: наркотики, секс, месть и социальный контакт. Автором обложки альбома является дизайнер Мартин Ридл, чьё имя приписывают басисту группы Реджинальду «Филди» Арвизу.
8 января 1997 года альбом Life Is Peachy получил золотую сертификацию, а 9 декабря того же года платиновую. После успеха дебютного альбома группы, Life Is Peachy получил двойную платиновую сертификацию 10 ноября 1999 года. Альбом дебютировал под номером 3 в американском чарте Billboard 200, а в Новой Зеландии под номером 1. В первую же неделю после выпуска было продано 106 000 копий альбома. Альбом получил в основном смешанные отзывы, критики отмечали хорошее качество звука и восхваляли песни. В соответствии с Nielsen SoundScan на 2013 год разошёлся тиражом свыше 6 000 000 копий по всему миру, включая 2 500 000 дисков в США.
Диск спродюсировал Росс Робинсон, работавший ранее над первым альбомом группы, Korn. Life Is Peachy обладает более тёмным звучанием, чем дебютный альбом, и затрагивает более нестандартные темы. Видео, демонстрирующее процесс записи Life Is Peachy, под названием Who Then Now?, вошло в следующий видеоальбом группы, Deuce.
Из Who Then Now? можно узнать, что группа сочинила материал для альбома примерно за два дня. Это произошло из-за того, что музыканты находились в туре в честь их первого одноимённого альбома, и им не терпелось поехать в турне снова.
Группа второй раз была номинирована на премию Грэмми, с песней No Place To Hide (песня была номинирована в 1998).
Альбом дебютировал на третьей строчке в Billboard 200, с результатом в 106.000 проданных копий в первую неделю, несмотря на минимальную трансляцию на радио и отсутствие внимания со стороны телевидения. На сегодняшний день, продано свыше 2 миллионов копий только на территории США.
Многими поклонниками группы и критиками считается, что Life Is Peachy обладает фирменным звучанием Korn и характерным звуком жанра ню-метала. Также в альбоме намного более заметно влияние фанк-метала.

## Список композиций
1. «Twist» — 0:50
2. «Chi» — 3:55
3. «Lost» — 2:55
4. «Swallow» — 3:38
5. «Porno Creep» — 2:01
6. «Good God» — 3:20
7. «Mr. Rogers» — 5:10
8. «K@#*%!» — 3:02
9. «No Place To Hide» — 3:31
10. «Wicked» (с Чино Морено из Deftones, кавер Ice Cube) — 4:00
11. «A.D.I.D.A.S.» — 2:32
12. «Lowrider» (кавер War) — 0:58
13. «Ass Itch» — 3:39
14. «Kill You» — 8:38
15. * Песня «Kill You» оканчивается в 5:00. После 2 минут и 37 секунд тишины начинается версия «Twist» без инструментального сопровождения.

### Бонусный диск оригинального релиза
1. «Chi» (вживую) — Korn
2. «All Washed Up» (вживую) — The Urge
3. «Hilikus» — Incubus

Во время записи альбома были также написаны следующие песни:
- «Proud» — 3:14 (вышла на саундтреке к фильму Я знаю, что вы сделали прошлым летом, а позднее на концертном сборнике Korn Live and Rare)
- «Kick The P.A.» — 3:21 (вышла на саундтреке к фильму Спаун)

## Чарты
| Чарт (1996)                     | Позиция |
| ------------------------------- | ------- |
| Billboard 200                   | 3       |
| Australian Albums Chart         | 26      |
| Austrian Albums Chart           | 21      |
| Belgian Albums Chart (Flanders) | 36      |
| Belgian Albums Chart (Wallonia) | 25      |
| Canadian Albums Chart           | 32      |
| Finland Albums Chart            | 24      |
| German Albums Chart             | 85      |
| Dutch Albums Chart              | 87      |
| New Zealand Charts              | 1       |
| Norwegian Albums Chart          | 24      |
| Swedish Albums Chart            | 36      |
| UK Albums Chart                 | 32      |

| 1996 | «No Place to Hide» | —  | 26 | — |
| 1997 | «A.D.I.D.A.S.»     | 45 | 22 | — |
| 1997 | «Good God»         | 81 | 25 | — |

## Участники записи
- Джонатан Дэвис — вокал, волынки («Low Rider»), гитара («Mr. Rogers», «Kill You»), ударные
- Реджинальд «Филди» Арвизу — бас-гитара
- Джеймс «Манки» Шаффер — гитара
- Брайан «Хэд» Вэлч — гитара, вокал («Low Rider»)
- Дэвид Сильверия — ударные
- Чино Морено — вокал («Wicked»)
- Бэйби Натан — дополнительный вокал («A.D.I.D.A.S.»)
- Чак Джонсон — коровий колокольчик («Low Rider»), микширование
- Ричард Каплан — микширование
- Роб Агнелло — помощник по микшированию
- Питер Катсис — исполнительный продюсер
- Джеффри Эван Кватнец — исполнительный продюсер
- Скотт Леберехт — дизайн обложки
- Том Лорд-Альге — микширование
- Мартин Ридл — фотограф
- Эдди Шрейер — мастеринг
- Стефен Стиклер — фотограф

## Дополнительные факты
- Альбом первоначально назывался «Life Is Pee-Chee».
- На MTV есть шоу «12 angry mothers» (аналог российского «12 злобных зрителей»), где матери голосуют либо «за», либо «против». Видео «A.D.I.D.A.S.» на нём получило 12 голосов «против».
- «Twist» была песней, которую Korn планировали включить в свой первый альбом, о чём упоминается в интро к песне «Clown».
- «Porno Creep» заимствует стиль псевдо-фанкового квакающего гитарного звучания, которое использовалось во многих порнофильмах 70-х.
- «Wicked» — кавер-версия песни Ice Cube, которую исполнил Чино Морено из Deftones. Группы выступали несколько раз вместе, и на этих концертах Чино Морено пел эту песню с Korn.